# Emsi rendelet
Az emsi rendelet (oroszul Эмский указ, ukránul Емський указ) II. Sándor orosz cár által 1876-ban kibocsátott titkos rendelet, amellyel megtiltotta az Orosz Birodalomban az ukrán nyelvű művek kinyomtatását és behozatalát, valamint az ukrán nyelvű színházi előadásokat és felolvasásokat. Nevét Bad Emsről kapta, ahol a dokumentum aláírása történt.

## Története
Az 1863-as lengyelországi januári felkelés kapcsán, amely Ukrajnára is kiterjedt, Pjotr Valujev egy titkos körlevéllel megtiltotta a „kisorosz nyelvjárásnak” nevezett ukrán nyelv használatát tudományos és vallásos kiadványokban, illetve iskolai tankönyvekben. Egy cári vizsgálóbizottság, amely az ukránbarát propaganda ügyében nyomozott, arra az eredményre jutott, hogy az ukrán nyelv használata az államot veszélyezteti. Ez vezetett oda, hogy a valujevi körlevélt kiterjesztették, és II. Sándor 1876. május 30-án aláírta az emsi rendeletet. A rendelet megtiltotta az Orosz Birodalomban az ukrán nyelvű kiadványok megjelentetését, importját, terjesztését minden formában (színházban is), és a rendelkezés megszegése esetére büntetést helyezett kilátásba.
A következő évtizedekben az ukrán szerzők műveit az Osztrák–Magyar Monarchiához tartozó Galíciában adták ki, és az ukrán nemzeti mozgalmak súlypontja ebbe a tartományba került át.
Az ukrán nyelv használatára vonatkozó korlátozások lazítását az Orosz Tudományos Akadémia javasolta 1905-ben, amely az ukrán nyelvet nem dialektusként, hanem önálló nyelvként tárgyalta.
Az 1905-ös orosz forradalom idején II. Miklós orosz cár október 15-én kibocsátotta az úgynevezett októberi kiáltványt, ezzel az emsi rendelet gyakorlatilag okafogyottá vált. Az első ukrán nyelvű lapok már 1905 decemberében megjelentek. Hivatalosan csak 1907-ben helyezték hatályon kívül.

## Hatása és emlékezete

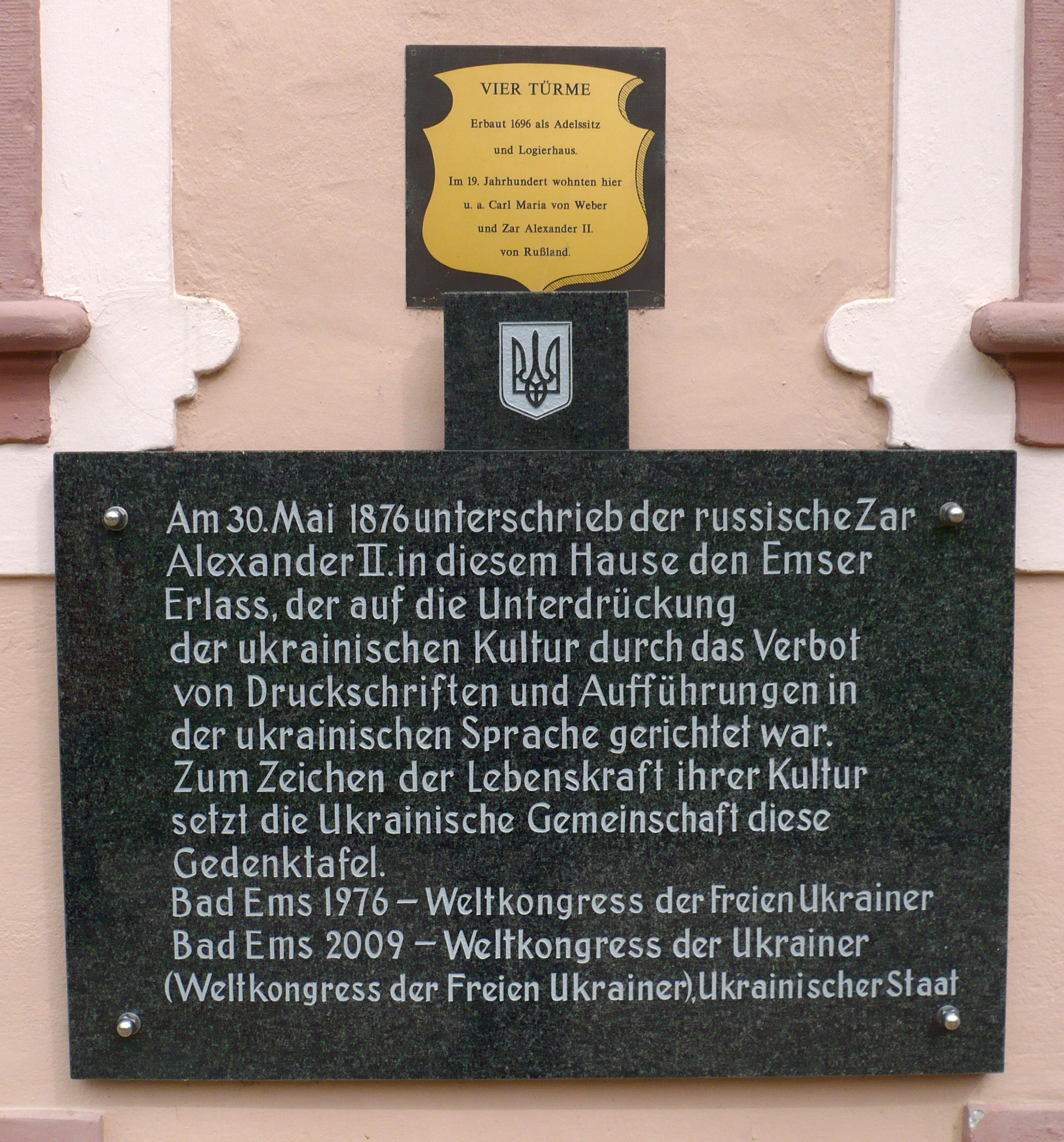
Emléktábla Bad Emsben

Az emsi rendelet az ukrán kultúra elleni orosz sovinizmus tanújele. Vlagyimir Putyin 2021-ben egy esszéjében védelmébe vette a jogosnak nevezett cári  rendeletet, és beépítette az Ukrajna lerohanását igazoló ideológiájába.
Az épületen, ahol a cár aláírta a rendeletet, emléktáblát helyeztek el. Az Ukrajna elleni orosz invázió után az emlékhelyre mutató jelzést és egy ukrán címert eltávolítottak, feltehetőleg politikai vandalizmus történt.

## Fordítás
Ez a szócikk részben vagy egészben  az   Emser Erlass című német Wikipédia-szócikk ezen változatának fordításán alapul.  Az eredeti cikk szerkesztőit annak laptörténete sorolja fel. Ez a jelzés csupán a megfogalmazás eredetét és a szerzői jogokat jelzi, nem szolgál a cikkben szereplő információk forrásmegjelöléseként.